# Xiao Jiaruixuan
Xiao Jiaruixuan (en chino: 肖嘉芮萱; 4 de junio de 2002) es una deportista china que compite en tiro, en la modalidad de pistola.
Participó en los Juegos Olímpicos de Tokio 2020, obteniendo una medalla de bronce en la prueba de pistola 25 m. Ganó una medalla de oro en el Campeonato Mundial de Tiro de 2022, en la prueba de pistola estándar 25 m.

## Palmarés internacional
| Juegos Olímpicos   | Juegos Olímpicos  | Juegos Olímpicos  | Juegos Olímpicos      |
| Año                | Lugar             | Medalla           | Prueba                |
| ------------------ | ----------------- | ----------------- | --------------------- |
| 2020               | Tokio (Japón)     | Medalla de bronce | Pistola 25 m          |
| Campeonato Mundial |                   |                   |                       |
| Año                | Lugar             | Medalla           | Prueba                |
| 2022               | El Cairo (Egipto) | Medalla de oro    | Pistola estándar 25 m |